# Військово-морський прапор Болівії
Військово-морський прапор Болівії — офіційний прапор Болівії, який піднімається та використовується на громадських, культурних та політичних заходах, пов'язаних з морською проблемою Болівії, і використовується щороку у березні в офісах усіх державних органів, Збройних сил, болівійської поліції, державних та децентралізованих організацій. Він також є офіційним прапором Військово-морських сил Болівії.

## Опис
Прапор темно-синього кольору. У лівому верхньому куті розміщено триколірний прапор поруч із Віпалою, оточений дев'ятьма маленькими жовтими п'ятикутними зірками. У правому нижньому куті зображено одну середню золотисту п'ятикутну зірку. Цей прапор символізує почуття, прагнення та громадянську свідомість болівійського народу в боротьбі за отримання суверенного виходу до Тихого океану.
Прапор морських претензій Полінаціональної держави Болівія складається з блакитного поля; у верхньому лівому куті розміщений триколірний прапор поруч із Віпалою, оточений дев'ятьма маленькими п'ятикутними золотими зірками, а в нижньому правому куті — середня п'ятикутна золота зірка.
Ст. 4, Закон № 920

## Значення
- Морська блакить символізує морську зону Тихого океану.
- Триколірний прапор символізує героїв зародження, збереження та консолідації держави, мінеральні багатства надр, багатства природи та надію Болівії.
- Віпала визначає систему громади в Болівії, засновану на рівності, гармонії, солідарності та взаємності.
- Золоті зірки символізуютьдепартаменти Болівії та історичний департамент Болівійського узбережжя.

## Історія

Конструкція, що використовувалася ВМС Болівії з 1966 по 2013 рік.

Прапор морської претензії був створений на основі військово-морського прапора ВМС Болівії. Спочатку прапор пов'язаний зі створенням ВМС Болівії, яке відбулося в січні 1966 року за часів уряду Альфредо Овандо Кандіа, згідно з Верховним указом № 7583 від 13 квітня 1966 року. Лише пізніше Ево Моралес надав цьому значенню коннотації морських претензій до Чилі.

### Використання у 2013 році

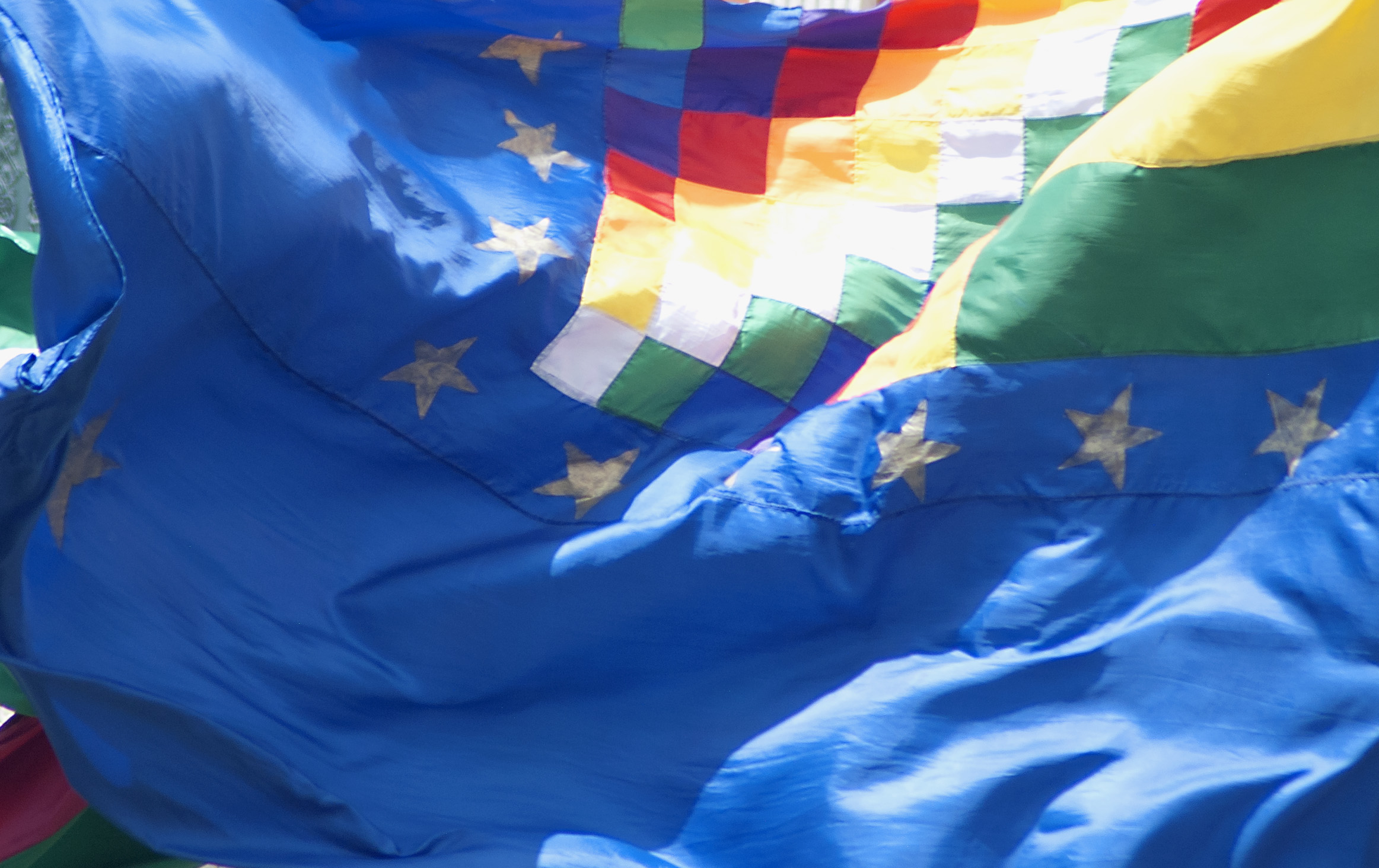
Фотографія прапора у 2015 році.

У квітні 2013 року Болівія подала морський позов до Міжнародного суду ООН, вимагаючи визнання Чилі зобов'язаною домовитися про суверенний вихід до Тихого океану після втрати Болівією цієї території у Тихоокеанській війні. Через рік Чилі подала клопотання про відсутність юрисдикції, що зупинило судовий процес. Тому 24 вересня 2013 року суд мав винести рішення щодо інциденту, порушеного Сантьяго. У цьому контексті президент Болівії Ево Моралес Айма (2006—2019) назвав 24 вересня «вирішальною, історичною та безпрецедентною» датою для болівійців. З цієї причини, днем раніше, 23 вересня 2013 року, в очікуванні оголошення юрисдикції Міжнародного Суду ООН щодо морської претензії, його почали використовувати під назвою «Прапор морської реінтеграції», де до правого боку болівійського прапора була додана віпала, цей новий дизайн був вперше піднятий у Патіо де Почес Школи старшин та сержантів «Літораль» ВМС Болівії. Незважаючи на символізм, Суд зрештою виніс рішення на користь Чилі, остаточно заявивши, що «він не може зробити висновок, що Чилі зобов'язана домовлятися про повний суверенний доступ» до Тихого океану для Болівії.

### Поправка 2017 року
У 2017 році Сенат Болівії ухвалив закон № 920 від 27 березня 2017 року, який проголошує прапор морських претензій державним символом, що використовується під час громадських заходів у березні, а також змінює військово-морський прапор Болівійського флоту, офіційно додавши віпалу праворуч від болівійського прапора.

### Прапор для моря

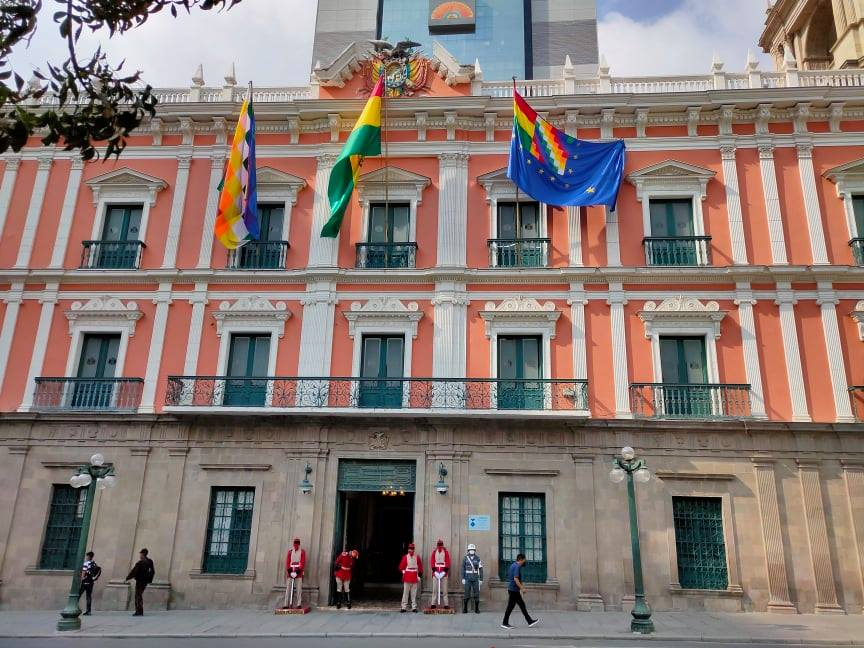
Військово-морський прапор Болівії, піднятий у Паласіо Кемадо, поруч із болівійською віпалою та триколором.

10 березня 2018 року було встановлено світовий рекорд, розгорнувши прапор довжиною 196,5 кілометра, щоб привернути увагу світу до позову Болівії проти Чилі в Гаазі, ще до того, як стало відомо, що результат суду насправді буде сприятливим для Чилі.
У місті Оруро, де прапор було розгорнуто після того, як його розгорнули поблизу Ла-Паса, колишній президент Болівії Ево Моралес проголосив «світовий рекорд» і висловив свою впевненість, що «він ніколи не повториться в історії людства». Спеціальна комісія, що складалася з представників Військового географічного інституту, Національного інституту статистики та інших, пролетіла над прапором, щоб зафіксувати його точні розміри.
Однак, посадовці Книги рекордів Гіннеса відмовили в сертифікації, бо вона не відповідає категоріям рекордів, оскільки має бути пропорційною копією офіційного прапора. Таким чином, спробу встановлення рекорду було виключено, оскільки прапор не був симетричним. Поточний рекорд «Найдовшого прапора у світі» належить місту Бомбей (Індія) і становить 50,4 кілометра, встановлений у 2005 році.